# Nacionalidad española
La nacionalidad española es el vínculo jurídico que liga a una persona física con el Estado español y que le atribuye la condición de ciudadano. Es tanto un derecho fundamental como el estatuto jurídico de las personas. Por esta relación, el individuo disfruta de unos derechos que puede exigir al Estado y este puede imponerle el cumplimiento de una serie de obligaciones y deberes.

## Articulado constitucional
Excepto en la vigente Constitución de 1978, todas las anteriores cartas magnas recogían los modos de adquisición de la nacionalidad. Sin embargo, la actual remite a las leyes correspondientes, fundamentalmente al Código Civil. La Constitución de 1978, en el capítulo primero («De los españoles y los extranjeros») de su título i («De los derechos y deberes fundamentales») el artículo 11 establece:

1. La nacionalidad española se adquiere, se conserva y se pierde de acuerdo con lo establecido por la ley.
2. Ningún español de origen podrá ser privado de su nacionalidad.
3. El Estado podrá concertar tratados de doble nacionalidad con los países iberoamericanos o con aquellos que hayan tenido o tengan una particular vinculación con España. En estos mismos países, aun cuando no reconozcan a sus ciudadanos un derecho recíproco, podrán naturalizarse los españoles sin perder su nacionalidad de origen.

## Adquisición
La legislación española distingue, tradicionalmente, dos maneras de adquisición de la nacionalidad:
- originaria: para aquellas personas con nacionalidad española desde su nacimiento (“originariamente españolas”).
- derivativa: para aquellas personas que la adquieren siendo extranjeros (otra nacionalidad distinta a la española) o apátridas (ninguna nacionalidad o no reconocida).

En la reforma del Código Civil en 1982, para adecuarlo al nuevo marco constitucional de 1978, se introdujo la equiparación de la filiación biológica con la de adopción. Con este cambio, es posible que los españoles de origen por adopción tengan una nacionalidad con anterioridad y que puedan mantenerla.
Desde 1982, se pueden distinguir dos maneras de adquisición: la automática, que es independiente de la voluntad del interesado, y la no automática, que requeriría su declaración expresa. No obstante, la distinción entre españoles de origen y aquellos que la adquieren de forma sobrevenida es importante ya que los españoles de origen no pueden ser privados de la nacionalidad española, aunque sí pueden perderla por las causas establecidas por la ley.
En resumen, los modos de adquisición de la nacionalidad española, según el Código Civil, son:
- adquisición automática, de origen:
  - por nacimiento, desde el mismo;
  - de un menor adoptado, desde la fecha de adopción;
- por solicitud del interesado:
  - por opción (de origen para los mayores de edad que son adoptados);
  - por carta de naturaleza;
  - por residencia;

### Españoles de origen
El criterio principal para la adquisición de la nacionalidad española de origen es el ius sanguinis, siendo el de ius soli secundario a aquel. Así, actualmente, las personas nacidas de padre o madre españoles son españoles, independientemente de su lugar de nacimiento. Del mismo modo, los extranjeros adoptados por españoles lo son de origen. Si son menores de edad, lo son automáticamente y si son mayores de edad pueden optar a la nacionalidad en el plazo de 2 años desde la fecha de adopción. En ambos casos, son considerados españoles de origen pero solo desde la fecha de la adopción y pueden conservar su nacionalidad anterior, si lo permite la legislación de su país.
De manera secundaria se aplica el ius soli a los nacidos en España de padres extranjeros, para evitar la sucesión sin fin de generaciones familiares de extranjeros nacidos en España y para evitar la apatridia. Así, en el primer caso, la segunda generación de extranjeros nacidos en España es española de origen. Y para evitar la apatridia, el nacido en España de padres extranjeros adquiere la nacionalidad española de origen si las legislaciones de los países de sus progenitores no le otorgan ninguna nacionalidad, si son apátridas o si su filiación no se conoce. A estos efectos, se presumen nacidos en territorio español los menores de edad cuyo primer lugar conocido de estancia sea territorio español.

#### Ley de Memoria Histórica
La disposición adicional séptima de la Ley 52/2007 (Ley de Memoria Histórica) permitió, durante tres años y hasta el 27 de diciembre de 2011, optar a la nacionalidad española de origen a descendientes de españoles de quien la hubiera perdido: hijos de padre o madre española de origen y nietos de exiliados. Aunque la nacionalidad que otorgó esta ley es considerada de origen, solo tiene efecto a partir de la fecha en que la persona optó por ella y no de forma retroactiva, desde el nacimiento de la persona.

### Adquisición por opción
Además de los extranjeros mayores de edad adoptados por españoles, pueden optar a la nacionalidad española de origen aquellas personas cuya filiación o nacimiento en España hubiera sido determinado después de los 18 años, en un plazo de dos años desde la adopción o la determinación, respectivamente. También pueden optar a la nacionalidad española, pero no de origen, los hijos de padre o madre que, uno de ellos, haya sido originariamente español y nacido en España, así como las personas que estén o hayan estado sujetos a la patria potestad de un español.

### Carta de naturaleza
El Gobierno español puede conceder, discrecionalmente, la nacionalidad a los extranjeros en los que «concurran circunstancias excepcionales». Entre los extranjeros que han adquirido la nacionalidad española por esta vía hay brigadistas internacionales, víctimas y familiares de víctimas de terrorismo, deportistas de élite, cineastas y sefardíes. La carta de naturaleza toma la forma de un real decreto firmado por el rey.

#### Nacionalidad para sefardíes
Entre el 1 de octubre de 2015 y el 30 de septiembre de 2019 estuvo en vigor la Ley 12/2015, de 24 de junio, la cual permitió adquirir la nacionalidad española por carta de naturaleza a las personas que pudieran probar su origen sefardí y su especial vinculación con España.

### Nacionalidad por posesión de Estado
Este tipo de nacionalidad se otorga a aquellas personas que han hecho uso de la nacionalidad española durante 10 años y de buena fe, a partir de un título inscrito en el Registro Civil español. Se da en determinadas ocasiones, en general en casos en los que se duda de la nacionalidad de uno, y la solicita por posesión de Estado.

### Nacionalidad por residencia
Los extranjeros pueden solicitar la nacionalidad española por residencia después de permanecer en España durante un plazo de, generalmente, 10 años. Este plazo puede reducirse a cinco, dos o un año, según los casos.
El Código Civil establece desde 2002 que la residencia del extranjero en España debe ser «legal, continuada e inmediatamente anterior a la petición». Además, el solicitante debe acreditar «suficiente grado de integración en la sociedad española». El plazo de tiempo de residencia de diez años, con carácter general, se reduce a cinco para las personas que tengan la condición de refugiado; a dos para los nacionales de origen de países iberoamericanos, Andorra, Filipinas, Guinea Ecuatorial, Portugal o sefardíes; y a uno para los nacidos en España, para los que no ejercieron la facultad de optar, los que hayan estado sujeto legalmente a la tutela, guarda o acogimiento de un ciudadano o institución españoles durante dos años consecutivos, los que al tiempo de la solicitud llevasen un año casados con españoles y no estuvieran separados, los viudos de españoles, si a la muerte del cónyuge no estuvieran separados y los nacidos fuera de España con padres o abuelos que hubieran sido españoles de origen.

## Pérdida de la nacionalidad
Según el Código Civil vigente, los españoles perderán la nacionalidad cuando:
1. Estén emancipados, residan en el extranjero y adquieran voluntariamente otra nacionalidad. Pueden evitar esta pérdida si en el plazo de tres años declaran su voluntad de conservar su nacionalidad. La adquisición de la nacionalidad de países iberoamericanos, Andorra, Filipinas, Guinea Ecuatorial o Portugal no es bastante para producir por esta causa la pérdida de la nacionalidad española.
2. Estén emancipados, residan en el extranjero y durante tres años utilicen exclusivamente la nacionalidad que tuvieran atribuida antes de la emancipación. Pueden evitar esta pérdida si en el plazo de tres años declaran su voluntad de conservar su nacionalidad. La adquisición de la nacionalidad de países iberoamericanos, Andorra, Filipinas, Guinea Ecuatorial o Portugal no es bastante para producir por esta causa la pérdida de la nacionalidad española.
3. Los españoles emancipados que tengan otra nacionalidad, residan habitualmente en el extranjero y renuncien voluntariamente a ella.
4. En el caso de españoles que hayan nacido en el extranjero y sean españoles por haber nacido de padre o madre español/a también nacido en el extranjero, perderán la nacionalidad española si en el plazo de tres años desde la emancipación o mayoría de edad no declaran su voluntad de conservar la nacionalidad española.

Los españoles que no lo sean de origen (por ejemplo, los que han adquirido la nacionalidad española por residencia) perderán la nacionalidad española si:
1. Después de adquirir la nacionalidad española exclusivamente utilizan  durante un plazo de tres años la nacionalidad a la que hubieran renunciado al adquirir la española.
2. Cuando entren voluntariamente al servicio de las armas o ejerzan un cargo político en un Estado extranjero contra la expresa prohibición del gobierno.
3. Cuando una sentencia declare que el interesado incurrió en falsedad, ocultación o fraude en la adquisición de la nacionalidad española.